# Direcția Generală Anticorupție
Direcția Generală Anticorupție (DGA) este agenție subordonată Ministerul Afacerilor Interne din România, responsabilă cu prevenirea și investigarea infracțiunilor de corupție, comportamentul necorespunzător și actelor ilegale comise de personalul ministerului.

## Istoric
Direcția Generală Anticorupție a fost înființată în 2005 prin Legea nr. 161/2005, ca parte a eforturilor României de a combate corupția și de a respecta cerințele Uniunii Europene privind statul de drept.

## Misiune
Misiunea DGA este de a preveni și combate corupția în rândul angajaților MAI prin:
- Identificarea și reducerea riscurilor sistemice care favorizează corupția;
- Investigarea infracțiunilor și colectarea probelor pentru a fi prezentate instanței;
- Crearea unei culturi organizaționale bazate pe integritate.

DGA colaborează cu instituții publice și private, atât la nivel național, cât și internațional, pentru a îmbunătăți strategiile de prevenire și combatere a corupției.

## Atribuții
Direcția Generală Anticorupție are următoarele atribuții principale:
- Prevenirea și investigarea infracțiunilor de corupție comise de personalul MAI.
- Gestionarea sesizărilor cetățenilor privind faptele de corupție.
- Desfășurarea activităților de poliție judiciară, în conformitate cu legislația.
- Testarea integrității profesionale a angajaților.
- Colaborarea internațională pentru schimb de bune practici și informații.
- Monitorizarea și analiza tendințelor corupției din sistemul MAI.

## Organizare
La nivel central, DGA este condusă de un director general, sprijinit de doi adjuncți. Agenția este structurată în mai multe direcții principale:
- Direcția de Prevenire a Corupției: Programe educative și campanii de conștientizare.
- Direcția de Investigații: Colectarea probelor și gestionarea cazurilor de corupție.
- Direcția Juridică și de Integritate: Asistență juridică și consiliere.
- Direcția de Analiză și Rapoarte: Evaluarea riscurilor și raportarea către autorități.

DGA are 42 de birouri teritoriale la nivel județean, care implementează măsuri de prevenire și investighează cazurile locale. Personalul include investigatori, analiști, experți juridici și specialiști IT.

## Cazuri celebre
Printre cazurile investigate de Direcția Generală Anticorupție se numără:
- Cazul permiselor auto din Argeș (2008): Rețea de emitere ilegală de permise auto.[3]
- Cazul vămilor din vestul țării (2011): Corupție sistemică în punctele vamale. [4][5]
- Cazul șpăgilor pentru doctori: Mituire în sectorul sanitar pentru servicii medicale prioritare.[6][7]

## Provocări
Deși au existat progrese semnificative, unele domenii rămân vulnerabile la influențe externe și la practici ilegale, cum ar fi acordarea de autorizații și licențe în mod neregulamentar. Rețelele de corupție bine organizate, mai ales în sectoare precum administrația publică, sănătatea și infrastructura, continuă să reprezinte un obstacol major în combaterea mecanismelor ilegale.
În plus, anumite structuri interne ale instituțiilor se opun reformelor necesare pentru a spori transparența și integritatea. Acest blocaj este agravat de nivelul scăzut de încredere în instituții, iar cazurile de corupție mediatizate influențează negativ implicarea cetățenilor în semnalarea neregulilor.

## Colaborare internațională
DGA colaborează cu instituții internaționale pentru schimb de bune practici și coordonare în domeniul anticorupției. Printre partenerii săi se numără:
- Oficiul European de Luptă Antifraudă (OLAF)
- Europol
- Interpol
- Grupul Statelor împotriva Corupției (GRECO)

## Conducere
Lista directorilor generali care au condus DGA de la înființare include:
- Ovidiu-Ciprian Antohe (8 noiembrie 2023 - prezent)[9][10]
- Liviu Vasilescu (27 mai 2021 - 25 august 2023)[11][12] - pensionare
- Alexandru-Cătălin Ioniță (26 iunie 2018 - 25 august 2020)[13]
- Valentin-Claudiu Constantin (3 aprilie 2018 - 25 iunie 2018)[14]
- Alexandru-Cătălin Ioniță (1 aprilie 2016 - 16 ianuarie 2018)[13]
- Jănică Arion-Țigănașu (4 februarie 2014 - 17 martie 2016)[15]
- Dan Dănilă (3 decembrie 2013 - 3 februarie 2014)[16]
- Jănică Arion-Țigănașu (23 noiembrie 2010 - 3 decembrie 2013)[17]
- Liviu Popa (5 octombrie 2009 - 23 noiembrie 2010)[18]
- Ionel Georgescu (20 aprilie 2009 - 5 octombrie 2009)[19] - demisie
- Irinel Păun (15 martie 2007 - 20 aprilie 2009)[20] - încetarea detașării magistraților la DGA
- Marian Sîntion (9 martie 2005 - 6 martie 2007)[21] - demisie